# Yllenus caspicus
Yllenus caspicus là một loài nhện trong họ Salticidae.
Loài này thuộc chi Yllenus. Yllenus caspicus được A. V. Ponomarev miêu tả năm 1978.